# Pigs of the Roman Empire
Pigs of the Roman Empire – piętnasty album studyjny zespołu Melvins wydany wraz ze Lustmord w 2004 roku przez firmę Ipecac Recordings.

## Lista utworów
1. "III" – 3:00
2. "The Bloated Pope" – 3:45
3. "Toadi Acceleratio" – 3:25
4. "Pigs of the Roman Empire" – 22:29
5. "Pink Bat" – 6:32
6. "ZZZZ Best" – 1:59
7. "Safety Third" – 6:11
8. "Idolatrous Apostate" – 6:46
9. Untitled (Hidden Track) – 5:47

## Twórcy
- King Buzzo – wokal, gitara, gitara basowa, elektronika
- Dale Crover – perkusja, gitara
- Kevin Rutmanis – gitara basowa, slide gitara basowa, elektronika, gitara, keyboard
- Adam Jones – gitara
- B. Lustmord – efekty dźwiękowe, bariera dźwiękowe, oprogramowanie, producent
- Sir David Scott Stone – dodatkowa elektronika i keyboard
- Toshi Kasai – nagrywanie
- John Golden - mastering
- Mackie Osborne – dyrektor artystyczny